# Термобарично оръжие
Термобаричното оръжие е конвенционално взривно устройство с голяма мощност. За разлика от обикновения експлозив, който носи в себе си окислител, термобаричният боеприпас използва атмосферния кислород при взрива. Други названия са вакуумна бомба или горивно-въздушна бомба.
Думата термобаричен (термобарикос – θερμοβαρικός) произлиза от гръцките думи за „топлина“ (термос – θερμός) и „налягане“ (барос – βάρος).

## Работен принцип
Термобаричното оръжие се състои от два експлозивни заряда. При освобождаване на оръжието (пускане от самолет, ако е бомба или изстрелване от оръдие, ако е снаряд), се задейства механизъм, който детонира първия заряд на определена височина. При тази детонация във въздуха се разпръсква голямо количество летлива течност или фин прах, който се смесва с атмосферния кислород. След като облакът от въпросното вещество се разшири достатъчно, се задейства вторият по-мощен експлозивен заряд, който го възпламенява и така се получава изключително мощна експлозия.
При самото възпламеняване околният въздух се засмуква от огъня, образувайки вакуум, откъдето идва и другото наименование на термобаричното оръжие – вакуумна бомба.

## Бащата на бомбите
През септември 2007 година Русия успешно тества най-голямата вакуумна бомба, създавана някога, наречена „Бащата на бомбите“ (Aviation Thermobaric Bomb of Increased Power (ATBIP), Russian: Авиационная вакуумная бомба повышенной мощности (АВБПМ), nicknamed „Father of All Bombs“ (FOAB) в отговор на американската „Майка на бомбите“ (GBU-43/B - M.O.A.B. може да се разчете като mother of all bombs но е съкратено от Massive Ordnance Air Blast), която допреди руския опит беше най-мощното конвенционално оръжие в света. Получената експлозия е сравнима с малък ядрен взрив. Радиусът на действие на „АВБПМ“ е два пъти по-голям от този на американската GBU-43/B, а номиналната мощност – четири пъти по-голяма.